# Centro de internamiento de extranjeros

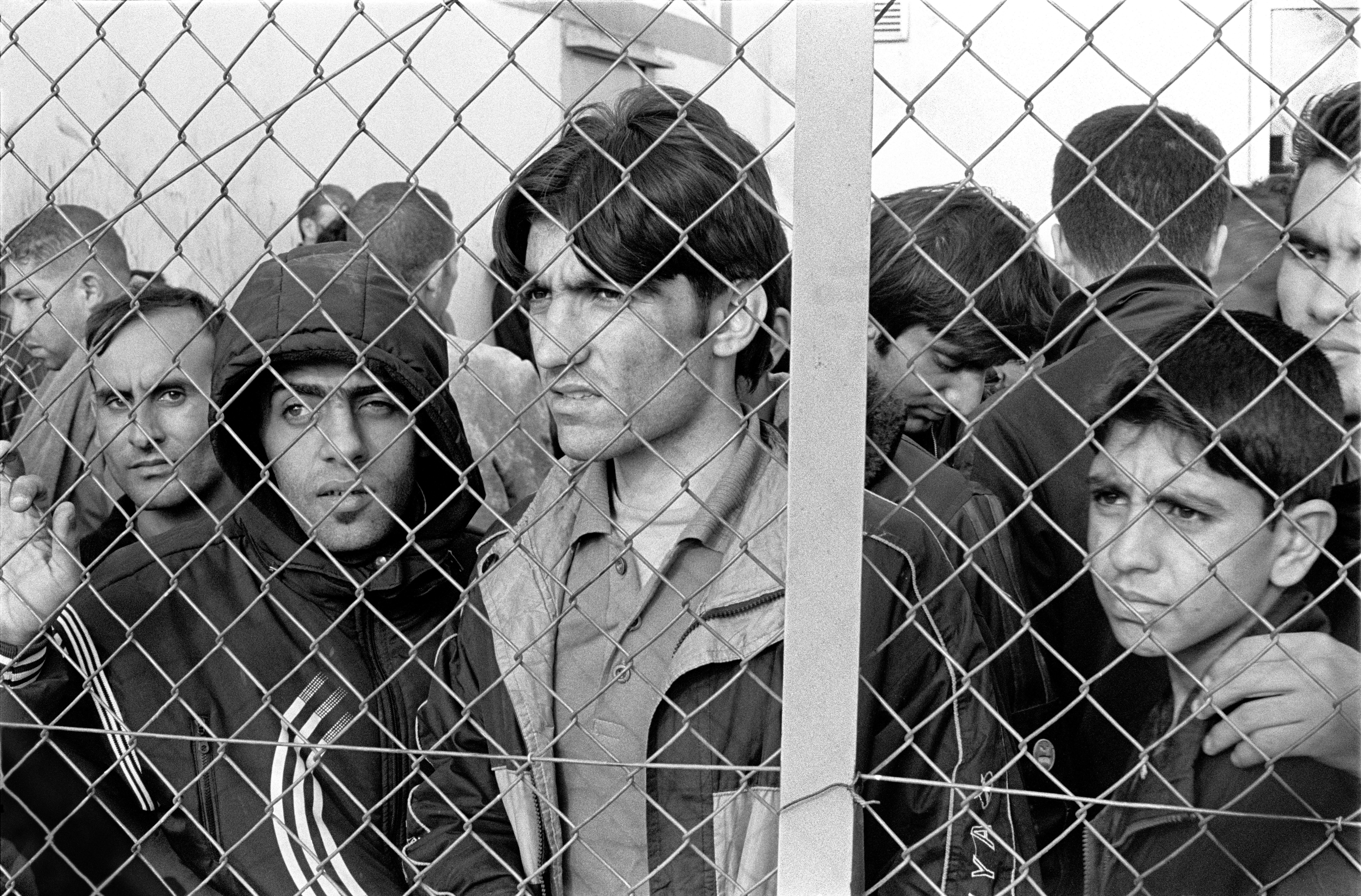
Migrantes y refugiados internados en el centro de detención de Fylakio en Tracia, Grecia.

Un centro de internamiento de extranjeros (CIE) es un establecimiento público de carácter no penitenciario en donde se retiene de manera cautelar y preventiva a extranjeros sometidos a expediente de expulsión del territorio nacional.

## Ingreso en centros de internamiento
Una vez que se haya iniciado el expediente sancionador puede producirse la expulsión del extranjero del país, y cuando esto suceda, podrá producirse el ingreso del extranjero en el centro de internamiento de extranjeros (CIE).
El internamiento será de la duración necesaria para la formalización de los expedientes, teniendo un límite de 60 días como máximo, donde no existe posibilidad de un nuevo internamiento.
En los CIE, no está permitido el ingreso de menores. En España, a los extranjeros menores de edad no acompañados se les inicia un proceso para ponerlos a disposición de protección de menores.

## Unión Europea
Los centros de internamiento de extranjeros son un instrumento extendido por toda la Unión Europea adoptado en desarrollo de la política migratoria común suscrita en el Acuerdo de Schengen de 1985.

### España
El artículo 26 de la Ley Orgánica 7/1985, de 1 de julio, sobre derechos y libertades de los extranjeros en España, contempla la posibilidad de que el juez de instrucción acuerde, como medida cautelar vinculada a la sustanciación o ejecución de un expediente de expulsión, el internamiento, a disposición judicial, de extranjeros en locales que no tengan carácter penitenciario.
En 2014 se publicó el Real Decreto que aprueba el reglamento de funcionamiento y régimen interior de los CIE. Además de eso existen en otros lugares en España pequeños centros de estancia temporal para inmigrantes (CETI).
En España hay ocho centros que dependen del Ministerio del Interior. Los trámites de expulsión pueden iniciarse cuando la persona incurra en alguno de los supuestos siguientes:
1. No tener "papeles" (permisos de residencia y trabajo) en territorio español.
2. Trabajar sin haber obtenido permiso de trabajo, aunque cuente con permiso de residencia válido.
3. Estar implicados en actividades contrarias al orden público o a la seguridad interior o exterior del Estado o realizar cualquier tipo de actividades contrarias a los intereses españoles o que puedan perjudicar las relaciones de España con otros países.
4. Haber sido condenados, dentro o fuera de España, por delito sancionado con pena privativa de libertad superior a un año.
5. Incurrir en demora u ocultación dolosas o falsedad grave en la obligación de poner en conocimiento del Ministerio del Interior las circunstancias relativas a su situación.
6. Carecer de medios lícitos de vida, ejercer la mendicidad o desarrollar actividades ilegales.

Cuando se utiliza, el internamiento no puede exceder de cuarenta días.
El reglamento de funcionamiento de los CIE ha sido recurrido ante el Tribunal Supremo por diversas organizaciones civiles (APDHA, SOS Racismo y Andalucía Acoge) solicitando que se declaren nulos ocho aspectos que vulneran los derechos fundamentales.
En la actualidad, hay en funcionamiento ocho CIE: Algeciras-Tarifa, Archidona, Barcelona, Las Palmas, Madrid, Murcia, Tenerife y Valencia.

### Francia
De acuerdo con el informe de 2009 de Cimade, más de 35 500 extranjeros han sido internados en centros de detención en el 2009 (32.268 en 2008), incluyendo 318 niños, el 80% de los cuales eran menores de 10 años. Los menores están protegidos por la ley francesa contra las órdenes de alejamiento, pero pueden acompañar a sus padres en el CRA cuando estos son objeto de un procedimiento de deportación.

### Portugal
En Portugal, el Ministerio del Interior es responsable de los asuntos de inmigración. El país cuenta con un centro oficial de detención de extranjeros, situado en Oporto. Abierto en 2006, el centro es gestionado por el Servicio de Imnigración y Fronteras.

### Italia
En Italia hay 13 CIE en funcionamiento que dependen del Ministerio del Interior.

## Estados Unidos

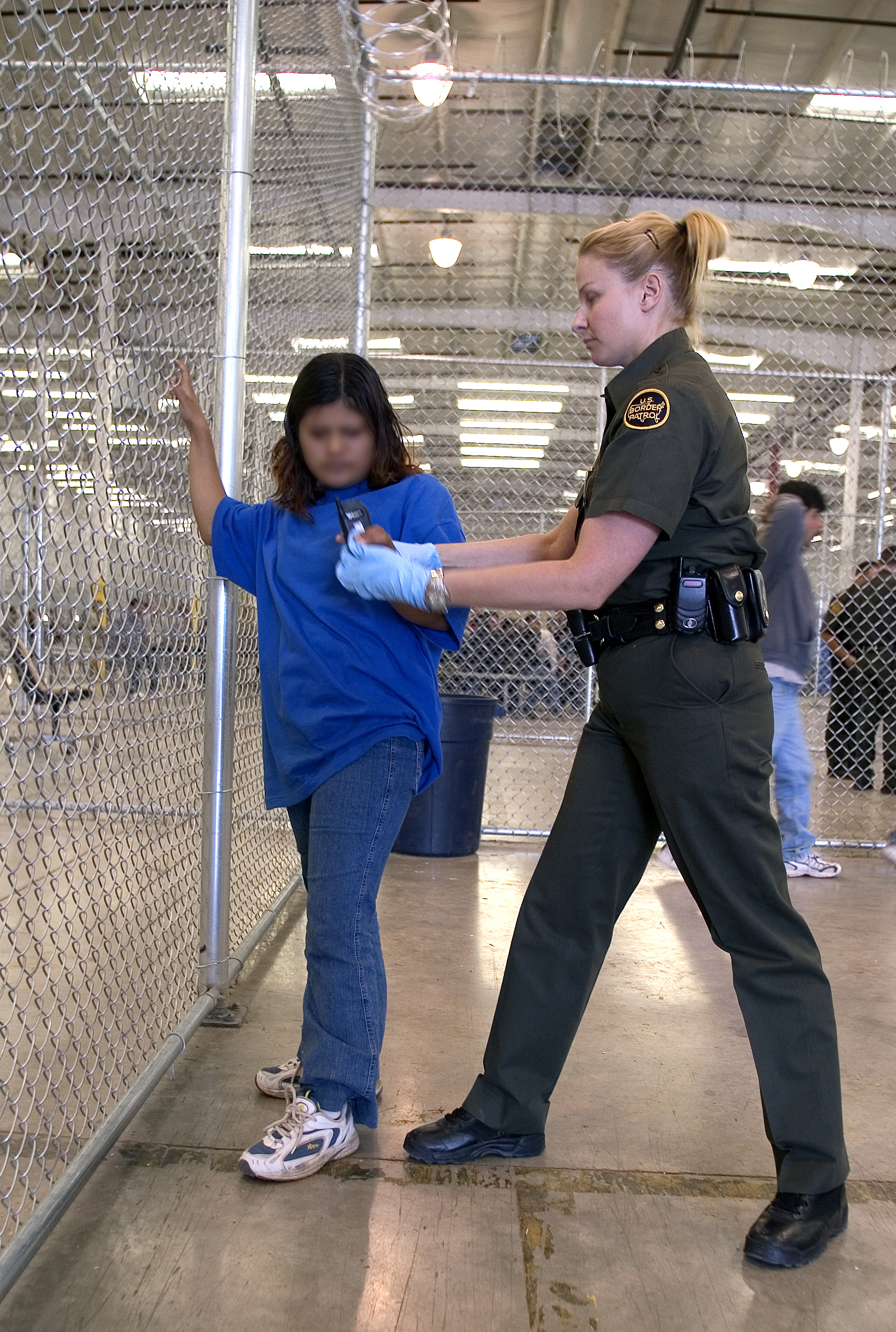
Una agente de la Oficina de Aduanas y Protección Fronteriza de los Estados Unidos con una mujer inmigrante en un centro de detención.

En Estados Unidos, a principios de los años 1980 comenzó una práctica similar con haitianos y cubanos detenidos en el Centro de detención de Guantánamo, y con otros grupos como chinos en cárceles y centros de detención en el continente. La práctica se legalizó en 1996 como respuesta al atentado de Oklahoma City, y fue criticada desde organizaciones como Amnistía  Internacional, Human Rights Watch y Human Rights First, todas ellas realizaron estudios sobre el tema, así como la Unión Estadounidense por las Libertades Civiles. Alrededor de 31 000 personas están recluidas en centros de detención de inmigrantes, incluyendo niños, en alrededor de 200 centros penitenciarios y prisiones de distinto tipo. La política de separación de familias inmigrantes de Donald Trump implementó durante 2018 los campos de concentración para niños inmigrantes.